# Ricardinho (football, 1984)
Pour les articles homonymes, voir Ricardinho.
José Ricardo dos Santos Oliveira, plus communément appelé Ricardinho est un footballeur brésilien né le 19 mai 1984.